# Богословский, Владимир Фёдорович
Владимир Фёдорович Богословский (24 декабря 1934 года — 26 декабря 2006 года) — токарь Серпуховского научно-производственного объединения автозаправочной техники Государственного комитета РСФСР по обеспечению нефтепродуктами, Московская область, полный кавалер ордена Трудовой Славы.

## Биография
Родился в городе Серпухове Московской области. Завершил обучение в школе-семилетке. Трудовую деятельность начал в 1952 году слесарем Серпуховского завода бензоколонок Главнефтеснаба РСФСР. В 1953 году был призван в ряды Вооружённых сил СССР. В 1956 году уволен в запас. 
После службы вернулся работать на завод. Вся его трудовая деятельность была связана с этим предприятием, лишь два года с 1958 по 1960 он работал милиционером отдела милиции Серпуховского района.
В 1960 году окончательно вернулся работать на завод слесарем, а в 1968 году стал токарем. В 1967 году заочно завершил обучение в Серпуховском политехническом техникуме. 
Указом Президиума Верховного Совета СССР от 22 апреля 1975 год был награждён орденом Трудовой Славы III степени. 
Указом Президиума Верховного Совета СССР от 6 апреля 1981 года был награждён орденом Трудовой Славы II степени. 
Указом Президиума Верховного Совета СССР от 3 июня 1986 года за успехи, достигнутые при выполнении плана одиннадцатой пятилетки и социалистических обязательств, был награждён орденом Трудовой Славы I степени. 
Проживал в городе Серпухове. Скончался 26 декабря 2006 года.

## Награды и звания
- Орден Трудовой Славы I степени (03.06.1996);
- Орден Трудовой Славы II степени (06.04.1981);
- Орден Трудовой Славы III степени (22.04.1975).